# Eupithecia concolor
Eupithecia concolor är en fjärilsart som beskrevs av Karl Dietze 1913. Eupithecia concolor ingår i släktet Eupithecia och familjen mätare. Inga underarter finns listade i Catalogue of Life.